# Філіп Шимчак
Філіп Шимчак (пол. Filip Szymczak, нар. 6 травня 2002, Познань, Польща) — польський футболіст, форвард клубу «Лех» з Познані.

## Ігрова кар'єра
Філіп Шимчак народився у місті Познань. Грати у футбол він почав у спортивній школі місцевого клубу «Варта». Згодом Філіп приєднався до футбольної академії іншого клубу з Познані — «Лех».
З 2018 року форварда почали залучати до матчів дублюючого складу «Леха». А з наступного сезону Шимчак вже стає гравцем першого складу. Свій дебют у Екстракласі Шимчак відмітив 8 лютого 2020 року, коли він вийшов на заміну у матчі проти «Ракува».
У серпні 2020 Шимчак відмітився забитим голом у матчі Ліги Європи у ворота латвійської «Валміери».